# ウィザードリィ外伝 五つの試練
『ウィザードリィ外伝 五つの試練』（ウィザードリィがいでん いつつのしれん / The Five Ordeals）はウィザードリィシリーズのコンピュータRPGであり、 IRI-CT（現:イード）から2006年6月8日に発売された。また、2009年9月18日から2021年4月1日までダウンロード販売が行われた。
2021年12月には、リニューアル版がイードの「Game*Spark」ブランドからSteamを通じてアーリーアクセスという扱いで配信され、2023年10月26日に正式リリースとなった。
本作は『ウィザードリィ外伝　戦闘の監獄』をベースにしたシステムプログラム部分と、その上で動くデータ部分（シナリオ）を完全に分けた設計が採用された。ユーザーは、プリインストールされた5つの基本シナリオを並行して遊べるだけでなく、用意された外部エディタ（Steam版は2022年内予定）によりユーザー自身の手で創り出された新たな冒険の舞台をも楽しむ事が可能になっている。
それぞれのシナリオは、迷宮やアイテム・モンスターのデータなどだけでなく、一部のゲームルールの取り扱いなども完全に独立しており、他のシナリオでレベルを上げた冒険者をそのまま別のシナリオで使い続けたりすることはできない。ただし、のちのバージョンアップで、シナリオに影響されない基本的な統計項目である名前、種族、職業、性別、性格、敵殺傷数のみを引き継いでのシナリオ間転送が可能となった。（能力は種族・職業の最低値となる）

## 本作でプレイ可能なシナリオ

### 公式シナリオ
戦闘の監獄をプレイ済みの人へ向けたシナリオで構成されており、それらの経験を活かすこととなる難易度の高いものが多くそろっている。
旅人の財産（Traveler's property）
鉱山で発見された遺跡を舞台に、秘宝とその鍵となる霊石を巡って戦う。全10階のフロアで、1フロアの広さは20×20マスであり、これは『狂王の試練場』と同じである。
満月王の子供達（Children of the king Selene）
山中の城を探索し、失踪した領主の謎を追う。中盤で仮面舞踏会が開かれるなど優雅な雰囲気を持つストーリーであると同時に、謎解きに比重が置かれている。
欠けた大地（The devoid of apotheosis）
表向きのシナリオは、魔術師から古文書を取り戻すという内容である。実際のクリアに必要なレベルは基本5シナリオのうち最も高い。
ガルヴァンの酢漬け男（The Pickled Man of Galvan）
やや特異な雰囲気のシナリオで、全体に渡って酒に関するネタがちりばめられているほか、年齢に関連したテーマも存在する。
灼熱の車輪（The Wheels of Flame）
自ら異教徒の討伐に赴き、姿を消した鋼の王を捜し求めて、スラムじみた市街を探索する。そこで主人公はパーツを集めてオートバイを組み立て、それに乗って高速道路を走り、地下666階のライブハウスに乗り込む。
ヘヴィメタルを題材としたシナリオであり、独自の雰囲気を前面に押し出した内容となっているほか、BGMもそれに合わせたものとなっている。従来シリーズのグラフィックのモンスターたちも多数登場するが、全て独自の命名則に従ったオリジナルの呼称が用意されている。

### 追加デフォルトシナリオ（リニューアル版向けのみ）
偽りの代償（The Price of Deception）
不穏な予言がもたらされた小国を救うため、現在は僻地で後進の指導に当たっているかつての英雄を招聘すべく、彼が訓練施設として作り上げた迷宮へと赴く。
リニューアル版の正式リリースに伴い、本作の基本的な要素を適度な難易度と手頃な規模で楽しめるよう追加されたシナリオ。
レベルデザインは白峯（株式会社アルトテラス代表・岸亮太郎）ら、テキストは永元千尋が担当。

### 有料DLCシナリオ（リニューアル版向けのみ）
過去に別作品として発売されたシナリオを、本作のシステムに合わせて一部修正した上で移植している。
戦闘の監獄（Prisoners of the Battles）
慈悲の不在（the Absence of Misericordia）

### シナリオエディタ（ユーザーシナリオ）
ストーリー、拠点の施設の名称、迷宮の構造、メッセージ、モンスター、アイテムなどを自由に作成可能なシナリオエディタ。あくまで「初期作に近いシステムのウィザードリィ」のシナリオエディタであることを重視しているために、新種族や新職業の追加などはできない。ただし、ゲームのルール（『戦闘の監獄』同様のアイテムへのランダム魔法効果付与ルールを適用するかなど）を決められた範囲内で変更することは可能である。
作成したシナリオはインターネットなどを通じて他のユーザーへと受け渡すことができる。シナリオデータ共有のためのアップローダー・感想を得るための掲示板も公式に用意されており、ユーザーは他のユーザーによって制作されたシナリオを統一された場所から無料でダウンロードすることができる。
開発スタッフの徳永剛と金田剛が2021年のチャットインタビューの中で語ったによると、同時点において「きちんと遊べるシナリオだけ」でも110本以上のシナリオが投稿されたとされており、中には彼らが公式シナリオを上回ると認めた完成度をもつシナリオもあった。

## 開発
前作『戦闘の監獄』同様、本作もアスキーにてゲームボーイ用ソフト『ウィザードリィ外伝』シリーズ（以下：旧外伝）の開発に携わっていた
徳永剛と金田剛が参加している。
前作の発売後、発売元であるIRI-CTは続編を希望していたものの、金田は旧外伝の開発経験からシリーズ化に当たっては新たな目玉の用意に苦労するだろうと判断し、最初は難色を示していた。
最終的にシナリオエディタを目玉として用意することになったのの、これを「禁じ手」と考えていた金田は、導入にあたり「この要素を取り入れたら、もう続編はだせなくなるかもしれない」と発売元に念を押したと2021年の4Gamer.netの川崎政一郎とのインタビューの中で振り返っている。
金田はユーザーがエディタを使って優れたシナリオを作れるのかわからなかったため、エディタがなくても楽しめるよう、自分たちで作った5本のシナリオを収録することにした。5本のシナリオのうち、「ガルヴァンの酢漬け男」は、「慈悲の不在」のライターが手掛けた。

## リニューアル版
前作『戦闘の監獄』同様、本作『五つの試練』もWindows 98でも動作するように作られていたものの、長年にわたりマイクロソフトのOSのアップグレードに対応できない状態が続いていた。
ユーザーコミュニティの間では非公式ながらも新OSへの対応方法が伝わっていたものの、開発スタッフは正式に対応したいと考えていた。
新OS対応版への開発予算を捻出できず、時間だけが過ぎる中、2014年にアップルから「2015年2月1日からiOS版『戦闘の監獄』を64bit対応せよ。対応しなければストアから削除する」という通達が出され、開発スタッフは動かざるを得なくなる。
一方、本作『五つの試練』は2017年の時点で、iOS版とWindows 10版はできていたものの、徳永は将来的な展望を見据え、プログラムをUnityで作り直すことにした。
また、金田はパブリッシャであるイードと相談し、Steamを通じて本作をダウンロード販売することにした。
当初金田はiOS版『戦闘の監獄』をベースに『五つの試練』をWindows 10へ対応させることを考えていた。これに対し、イード側のディレクターである堀江陽は大きな画面で遊べるためのUIがあるとよいと考えつつも、昔ながらの『ウィザードリィ』らしいUIもあるとよいと考え、新規に作成した。
また、シナリオエディタも「Wiz Tools 2.0」としてWebブラウザ上で動作する形式となり、クローズドαテストとβテストを経て、正式版で実装予定とされている。
2023年3月30日には『ウィザードリィ外伝 戦闘の監獄』、2023年6月22日には『ウィザードリィ外伝 慈悲の不在』が本作のダウンロードコンテンツとして発売された
2023年10月26日には正式リリースとなり、新規デフォルトシナリオ「偽りの代償」の追加、シナリオエディタのオープンβテスト化が行われるとともに、販売価格が3,980円へと改定された。
2025年1月30日にはNintendo Switch版が発売予定。

## 評価
川崎 政一郎は4Gamer.netに寄せた記事の中で、本作を歌舞伎の新作に例える形で評価している。
また、川崎は本作の公式シナリオについて、いずれも製作者が異なり、システムも微妙に異なることから、異なるゲームを遊んでいるような感覚があったと述べている。川崎はシナリオ「灼熱の車輪」の大まかなストーリー展開は『#2 ダイアモンドの騎士』のオマージュであるとしつつも、ヘヴィメタルを基調とした世界観と正統派ファンタジーである『ウィザードリィ』の強引な融合によって独特のテイストが生み出されていると評している。